# Aphthonios
Aphthonios (en grec ancien Ἀφθόνιος) est un rhéteur grec de la fin du IVe siècle.

## Notice historique
Natif d'Antioche et élève du sophiste Libanios, il est l'auteur d'un manuel scolaire sur les exercices préparatoires de rhétorique (Progymnasmata). Ce livre de classe a eu un succès très durable, et a été utilisé et commenté pendant toute l'époque byzantine. On peut dire qu'il a joué un grand rôle dans l'histoire de l'enseignement en Europe.

## Ouvrage
Un recueil de quarante fables en prose, en fait des modèles pour les exercices des jeunes élèves.

## Sources et publication
- Libanios, Lettres, 1065.
- Souda, s. v. Aphthonios.
- Corpus rhetoricum  (trad. Michel Patillon), t. I, Paris, Belles Lettres, 2008, 388 p. (ISBN 978-2-251-00543-0).
- H. Rabe (éd), Aphthonii Progymnasmata, Bibliotheca scriptorum graecorum et romanorum Teubneriana, 1926.
- Pierre Chiron, « Les progymnasmata : un lent et long remède contre l’hystérisation des débats ? », Savoirs en lien, no 1,‎ 15 décembre 2022 (ISSN 2968-0263, DOI 10.58335/sel.214, lire en ligne, consulté le 5 février 2025)

- VIAF
- ISNI
- BnF (données)
- IdRef
- LCCN
- GND
- Italie
- CiNii
- Espagne
- Belgique
- Pays-Bas
- Pologne
- Israël
- NUKAT
- Catalogne
- Suède
- Vatican
- Australie
- WorldCat